# 1988-as junior atlétikai világbajnokság
Az 1988-as junior atlétikai világbajnokság volt a második junior vb. 1988. július 27-től július 31-ig rendezték a kanadai Greater Sudburyben.

## Eredmények

### Férfiak
| Versenyszám       | Arany                      | Arany    | Ezüst                    | Ezüst    | Bronz                                         | Bronz    |
| ----------------- | -------------------------- | -------- | ------------------------ | -------- | --------------------------------------------- | -------- |
| 100 m             | Andre Cason · USA          | 10.22    | Sven Matthes · GDR       | 10.28    | Aleksandr Shlychkov · URS                     | 10.37    |
| 200 m             | Kevin Braunskill · USA     | 20.87    | Olapade Adeniken · NGR   | 20.88    | Dmitriy Bartenyev · URS                       | 20.92    |
| 400 m             | Tomasz Jedrusik · POL      | 46.19    | Steve Perry · AUS        | 46.74    | Anthony Eziuka · NGR                          | 46.81    |
| 800 m             | Jonah Birir · KEN          | 1:50.03  | Kevin McKay · GBR        | 1:50.79  | Melford Homela · ZIM                          | 1:51.34  |
| 1500 m            | Wilfred Kirochi · KEN      | 3:46.52  | Noureddine Morceli · ALG | 3:46.93  | Fermín Cacho · ESP                            | 3:47.31  |
| 5000 m            | Henry Kirui · KEN          | 13:54.29 | Mohamed Choumassi · MAR  | 13:54.36 | Addis Abebe · ETH                             | 13:58.08 |
| 10 000 m          | Addis Abebe · ETH          | 28:42.13 | Bedilu Kibret · ETH      | 28:48.55 | James Songok · KEN                            | 28:50.42 |
| 20 km utcai futás | Metaferia Zeleke · ETH     | 59:27    | Thomas Osano · KEN       | 1:00:14  | Abel Gisemba · KEN                            | 1:00:36  |
| 110 m gát         | Reinaldo Quintero · CUB    | 13.71    | Stephen Brown · USA      | 13.73    | Elbert Ellis · USA                            | 13.78    |
| 400 m gát         | Kelly Carter · USA         | 49.50    | Mugur Mateescu · ROM     | 50.70    | Vadim Zadoinov · URS                          | 50.88    |
| 3000 m akadály    | William Chemitei · KEN     | 8:41.61  | Matthew Birir · KEN      | 8:44.54  | Arto Kuusisto · FIN                           | 8:46.42  |
| 10000 m gyaloglás | Alberto Cruz · MEX         | 41:16.11 | Valentí Massana · ESP    | 41:33.95 | Mikhail Khmelnitskiy · URS                    | 41:38.86 |
| 4 × 100 m         | USA                        | 39.27    | NGR                      | 39.66    | GBR                                           | 40.06    |
| 4 × 400 m         | USA                        | 3:05.09  | AUS                      | 3:07.60  | JAM                                           | 3:08.00  |
| magasugrás        | Artur Partyka · POL        | 2.28     | Lambros Papakostas · GRE | 2.25     | Park Jae-Hong · KOR · Jaroslaw Kotewicz · POL | 2.22     |
| rúdugrás          | Bagyula István · HUN       | 5.65     | Makszim Taraszov · URS   | 5.60     | Andrey Grudinin · URS                         | 5.30     |
| távolugrás        | Luis Bueno · CUB           | 7.99     | Saúl Isalgué · CUB       | 7.78     | Nai Hui-Fang · TPE                            | 7.77     |
| hármasugrás       | Vladimir Melikhov · URS    | 16.69    | Galin Georgiev · BUL     | 16.18    | Eugene Greene · BAH                           | 16.16    |
| súlylökés         | Aleksandr Klimenko · URS   | 18.92    | Mike Stulce · USA        | 18.47    | Aleksandr Klimov · URS                        | 18.06    |
| diszkoszvetés     | Andreas Seelig · GDR       | 58.60    | Kamy Keshmiri · USA      | 54.68    | Yuriy Nesteryets · URS                        | 53.70    |
| gerelyhajítás     | Vladimir Ovchinnikov · URS | 77.08    | Steve Backley · GBR      | 75.40    | Jens Reimann · GDR                            | 71.64    |
| kalapácsvetés     | Vadim Kolesnik · URS       | 69.52    | Oleg Polyushik · URS     | 69.00    | Thomas Hommel · GDR                           | 66.06    |
| tízpróba          | Michael Kohnle · FRG       | 7729     | Robert Zmelík · TCH      | 7659     | Eduard Hämäläinen · URS                       | 7596     |

### Nők
| Versenyszám      | Arany                  | Arany    | Ezüst                    | Ezüst    | Bronz                        | Bronz    |
| ---------------- | ---------------------- | -------- | ------------------------ | -------- | ---------------------------- | -------- |
| 100 m            | Diana Dietz · GDR      | 11.18    | Katrin Krabbe · GDR      | 11.23    | Liliana Allen · CUB          | 11.36    |
| 200 m            | Katrin Krabbe · GDR    | 22.34    | Diana Dietz · GDR        | 22.88    | Liliana Allen · CUB          | 22.97    |
| 400 m            | Grit Breuer · GDR      | 51.24    | Maicel Malone · USA      | 52.23    | Olga Moroz · URS             | 53.20    |
| 800 m            | Birte Bruhns · GDR     | 2:00.67  | Catalina Gheorghiu · ROM | 2:01.96  | Dorota Buczkowska · POL      | 2:02.94  |
| 1500 m           | Doina Homneac · ROM    | 4:12.94  | Snežana Pajkic · YUG     | 4:16.19  | Yvonne van der Kolk · NED    | 4:16.35  |
| 3000 m           | Ann Mwangi · KEN       | 9:13.99  | Fernanda Ribeiro · POR   | 9:15.33  | Yvonne Lichtenfeld · GDR     | 9:16.02  |
| 10 000 m         | Jane Ngotho · KEN      | 33:49.45 | Olga Nazarkina · URS     | 33:50.03 | Mónica Gama · POR            | 34:16.13 |
| 100 m gát        | Aliuska López · CUB    | 13.23    | Birgit Wolf · FRG        | 13.51    | Zhanna Gurbanova · URS       | 13.64    |
| 400 m gát        | Antje Axmann · GDR     | 57.47    | Ann Maenhout · BEL       | 57.58    | Silvia Rieger · FRG          | 57.88    |
| 5000 m gyaloglás | Marí Cruz Díaz · ESP   | 21:51.31 | Olga Sánchez · ESP       | 21:58.17 | Maria Grazia Orsani · ITA    | 22:04.74 |
| 4 × 100 m        | GDR                    | 43.48    | CUB                      | 44.04    | USA                          | 44.27    |
| 4 × 400 m        | GDR                    | 3:28.39  | USA                      | 3:31.48  | URS                          | 3:31.89  |
| magasugrás       | Galina Astafei · ROM   | 2.00     | Yelena Yelesina · URS    | 1.96     | Karen Scholz · GDR           | 1.92     |
| távolugrás       | Fiona May · GBR        | 6.88     | Anu Kaljurand · URS      | 6.78     | Jo Wise · GBR                | 6.69     |
| súlylökés        | Ines Wittich · GDR     | 18.54    | Heike Rohrmann · GDR     | 17.84    | Elvira Polyakova · URS       | 17.10    |
| diszkoszvetés    | Ilke Wyludda · GDR     | 68.24    | Astrid Kumbernuss · GDR  | 64.08    | Proletka Voycheva · BUL      | 58.94    |
| gerelyhajítás    | Karen Forkel · GDR     | 61.44    | Isel López · CUB         | 57.86    | Malgorzata Kielczewska · POL | 57.04    |
| hétpróba         | Svetla Dimitrova · BUL | 6289     | Yelena Petushkova · URS  | 6102     | Peggy Beer · GDR             | 6067     |

## Éremtáblázat
| Helyezés | Ország             | Arany | Ezüst | Bronz | Összesen |
| -------- | ------------------ | ----- | ----- | ----- | -------- |
| 1.       | NDK                | 11    | 5     | 5     | 21       |
| 2.       | Kenya              | 6     | 2     | 2     | 10       |
| 3.       | Egyesült Államok   | 5     | 5     | 2     | 12       |
| 4.       | Szovjetunió        | 4     | 6     | 12    | 22       |
| 5.       | Kuba               | 3     | 3     | 2     | 8        |
| 6.       | Románia            | 2     | 2     | 0     | 4        |
| 7.       | Etiópia            | 2     | 1     | 1     | 4        |
| 8.       | Lengyelország      | 2     | 0     | 2     | 4        |
| 9.       | Egyesült Királyság | 1     | 2     | 2     | 5        |
| 10.      | Spanyolország      | 1     | 2     | 1     | 4        |
| 11.      | Bulgária           | 1     | 1     | 1     | 3        |
| =        | NSZK               | 1     | 1     | 1     | 3        |
| 13.      | Magyarország       | 1     | 0     | 0     | 1        |
| =        | Mexikó             | 1     | 0     | 0     | 1        |
| 15.      | Nigéria            | 0     | 2     | 1     | 3        |
| 16.      | Ausztrália         | 0     | 2     | 0     | 2        |
| 17.      | Portugália         | 0     | 1     | 1     | 2        |
| 18.      | Algéria            | 0     | 1     | 0     | 1        |
| =        | Belgium            | 0     | 1     | 0     | 1        |
| =        | Csehszlovákia      | 0     | 1     | 0     | 1        |
| =        | Görögország        | 0     | 1     | 0     | 1        |
| =        | Jugoszlávia        | 0     | 1     | 0     | 1        |
| =        | Marokkó            | 0     | 1     | 0     | 1        |
| 24.      | Bahama-szigetek    | 0     | 0     | 1     | 1        |
| =        | Dél-Korea          | 0     | 0     | 1     | 1        |
| =        | Finnország         | 0     | 0     | 1     | 1        |
| =        | Hollandia          | 0     | 0     | 1     | 1        |
| =        | Jamaica            | 0     | 0     | 1     | 1        |
| =        | Olaszország        | 0     | 0     | 1     | 1        |
| =        | Tajvan             | 0     | 0     | 1     | 1        |
| =        | Zimbabwe           | 0     | 0     | 1     | 1        |
| Összesen | Összesen           | 41    | 41    | 41    |          |